# 조아영 (1985년)
조아영(1985년 5월 24일 ~ )은 대한민국의 가수이다.
현재 거주지는 서울특별시이다.

## 학력
- 백석대학교 사회복지학부 재학중

## 경력
- 2011년 그룹 '오로라' 멤버

## 수상
- 2006년 국제 한일가요제 동상 수상

## 데뷔
- 2008년 싱글 앨범 "괜찮아요"

## 음반
- 2008년 싱글 괜찮아요
- 2019년 정규 속았네

## 뮤직비디오
- 2017년 오정태 - 갑질이야 ... 정유라 역